# Lac Iliamna
Pour les articles homonymes, voir Iliamna.
Le lac Iliamna est un lac d'Alaska, situé au sud-ouest de l'État, à l'extrémité nord de la péninsule d'Alaska entre Kvichak Bay (en) et le golfe de Cook à environ 160 km à l'ouest de la localité de Seldovia. Il est le 8e plus grand lac des États-Unis et le plus grand d'Alaska avec une superficie de 2 622 km2. Ses eaux se déversent dans la baie de Bristol grâce à la Kvichak.

## Source
- (en) Cet article est partiellement ou en totalité issu de l’article de Wikipédia en anglais intitulé « Iliamna Lake » (voir la liste des auteurs).

## Légende
D'après la légende, le lac abriterait un monstre de plus de 5 mètres d'envergure. Des récits racontent comment des pêcheurs auraient été éjectés de leur bateau dans le lac, avant d'être emportés dans les profondeurs par le monstre. Cette légende pourrait s'expliquer par la présence dans le lac Iliamna d'une population d'esturgeons blancs, une espèce pouvant atteindre une taille de près de 6 mètres. Une autre théorie suggère la présence d'un requin dormeur du pacifique (espèce de grande taille pouvant atteindre les 7 m ou plus). Une vidéo prise d'un jeune requin dormeur en 2012 sur le lac de King Cove Lagoon (en eau saumâtre) semble accrédité cette thèse.